# Albalatillo
Albalatillo (aragonesisch Albalatiello) ist eine von der Viehzucht geprägte, flächenmäßig kleine Gemeinde in der Provinz Huesca in der Autonomen Gemeinschaft Aragonien in Spanien. Sie liegt in der Comarca Monegros südlich von Sariñena in der Nähe der Einmündung des Río Flumen in den Río Alcanadre.

## Bevölkerung
| 1900 | 1910 | 1920 | 1930 | 1940 | 1950 | 1960 | 1970 | 1981 | 1991 | 1996 | 2001 | 2004 |
| ---- | ---- | ---- | ---- | ---- | ---- | ---- | ---- | ---- | ---- | ---- | ---- | ---- |
| 461  | 498  | 549  | 568  | 528  | 471  | 448  | 344  | 297  | 275  | 271  | 259  | 253  |

## Sehenswürdigkeiten
- Die Pfarrkirche San Andrés im barock-klassizistischen Mischstil aus dem 18. Jahrhundert in Form eines lateinischen Kreuzes.
- Die gotische Einsiedelei Nuestra Señora de la Xarea aus dem 14. Jahrhundert mit einem Sarkophag mit einer Ritterdarstellung.